# Ssanghwajeom
Ssanghwajeom (쌍화점?, noto anche come A Frozen Flower) è un film del 2008 diretto da Ha Yu. Il film è ambientato durante la dinastia Goryeo ed è  basato sul regno di Gongmin di Goryeo (1330-1374), ma non è strettamente conforme ai fatti storici. La controversa storia riguarda la violazione del protocollo della famiglia reale e la ricerca dell'amore.
Il film è stato distribuito per la prima volta in Corea del Sud il 30 dicembre 2008.

## Trama
Il Re di Goryeo è sposato con una principessa della dinastia Yuan, ma non hanno figli. C'è una costante pressione sul Re sia dall'Imperatore Yuan che dai suoi stessi consiglieri per produrre un principe ereditario e assicurare la continuità della dinastia reale. La guardia del palazzo del Re è composta da trentasei giovani soldati, guidati dal comandante militare Hong-rim, che è anche l'amante del Re. Il Re decide infine di affidare a Hong-rim uno strano compito: mettere incinta la Regina. Hong-rim e la Regina sono a disagio ad accettare l'ordine reale, ma alla fine si adeguano. Tuttavia, la loro relazione non si ferma alla procreazione ma un'intensa storia d'amore fiorisce presto tra i due, e in questa forte relazione intima non c'è posto per il Re.
I due amanti superano la loro "missione ufficiale" e continuano a incontrarsi a mezzanotte, in biblioteca, in segreto. Il Re inizia a sospettare l'infedeltà di Hong-rim e presto ottiene delle prove attraverso il suo comandante junior. Per punirli e per misurare anche la profondità dell'affetto di Hong-rim per la Regina, il Re chiama i due, insieme, alla sua camera e dice loro che ha deciso che la Regina continuerà a cercare di generare un erede, ma solo con un altro subordinato. Il Re rimane fermo nella sua decisione, nonostante le suppliche sia della Regina che di Hong-rim.
Nella disperazione la Regina tenta di uccidersi tagliandosi i polsi, ma fallisce. In un ultimo tentativo di far cambiare idea al Re, Hong-rim chiede alla Regina di stare lontano da lui, e va dal Re per offrirgli la propria vita in cambio del perdono. Il Re lo perdona credendo alla sua versione, ovvero che il suo coinvolgimento con la regina fosse puramente lussurioso. Decide di trascurare tutto ciò che è accaduto, e ordina invece a Hong-rim di andare via per un po' 'a schiarirsi la mente e a sistemare le sue emozioni.
La notte prima della partenza di Hong-rim, la cameriera personale della Regina lo informa segretamente che la Regina vuole incontrarlo un'ultima volta. Porta anche notizie che la Regina ha finalmente concepito un bambino. Dopo essersi incontrati finiscono per fare l'amore in biblioteca, ma il Re capisce cosa sta succedendo e li coglie in flagrante. I due innamorati tentano di salvarsi a vicenda supplicando il Re di uccidere se stesso/a e e non l'altro/a e, solo in quel momento, il Re capisce quanto sia forte il loro amore romantico l'uno per l'altro. In una rabbia gelosa Hong-rim viene castrato e mandato in prigione.
La Regina ora comprende che il Re eliminerà tutti coloro che conoscono il loro segreto, così manda la sua cameriera ad avvertire i leali subordinati di Hong-rim che riescono a liberarlo dalla prigione e a fuggire dalla città con lui.
Dopo aver appreso della fuga il Re chiede di sapere dove si trova Hong-rim alla Regina, ma lei rifiuta di rispondere. In risposta il Re uccide la sua cameriera. Solo in quel momento viene quindi informato che la Regina è incinta e, come aveva predetto la Regina stessa, ordina allora l'esecuzione di chiunque sappia che non è il padre del bambino. Solo il suo comandante minore, che ha preso il comando dopo Hong-rim, è risparmiato.
Qualche tempo dopo, e dopo essersi ripreso dalla sua ferita, Hong-rim si rende conto che la Regina è ancora nel palazzo e non in fuga come gli dissero i suoi subordinati. Furioso, parte per la città a cavallo, nonostante le loro proteste, ma poi si ferma nel suo viaggio, rendendosi conto di quanto sarebbe futile. Tuttavia, tornando al rifugio, scopre che i suoi uomini sono stati rintracciati e catturati.
A palazzo il Re tortura i suoi subordinati per scoprire dove si trova Hong-rim ma restano in silenzio, così il Re li fa giustiziare e le loro teste vengono appese ai cancelli del palazzo, insieme a quella della cameriera della Regina. La testa della cameriera porta la collana della Regina, per ingannare Hong-rim e fargli credere che la Regina sia morta al fine di costringerlo a tornare per la vendetta. Quando Hong-rim ritorna in città, si arrabbia e decide di uccidere il Re. Travestendosi da soldato entra nei giardini del palazzo durante delle celebrazioni e si nasconde, in attesa di poter raggiungere il Re per ucciderlo.
Nel frattempo, mentre il Re ritorna nei suoi alloggi, incontra la Regina, ma lui mal la sopporta e ordina al suo comandante minore di scortarla nella sua stanza. Mentre il comandante sta per lasciare la camera della Regina, lei lo avverte che il Re lo ucciderà sicuramente non appena sarà nato il bambino; lei poi dice che se il comandante assassina il Re, e suo padre si impadronisce del trono, lei garantirà che la sua vita sarà risparmiata. Il comandante minore chiama un incontro dei suoi subordinati più fidati e rivela la verità sul Re, la Regina e l'Hong-rim. Tuttavia, prima che possano portare a termine il piano della Regina, Hong-rim entra in azione.
Ignorando le guardie del palazzo, che lo implorano di andarsene prima che venga catturato e ucciso, si batte per raggiungere gli alloggi del Re uccidendo tutti quelli che si oppongono a lui. Raggiungendo la camera del Re, Hong-rim affronta il Re e chiede un combattimento. Ne scaturisce un duello intenso, durante il quale Hong-rim squarcia il dipinto preferito del Re, che raffigurava lui e Hong insieme. Mentre il duello disperato continua, il comandante minore ei suoi uomini arrivano (le loro intenzioni non sono completamente chiare), ma il Re ordina loro di non intervenire, e il comandante minore li trattiene e attende l'esito del combattimento. Al culmine del duello, il Re riesce a spezzare la spada di Hong-rim e lo colpisce alla spalla. Mentre Hong-rim è inchiodato alla sua spada, il Re gli rivolge un'ultima domanda: se abbia mai provato amore per lui? La risposta di Hong-rim è "No". Sentendo questo il Re rimane scioccato, il che dà a Hong-rim il tempo di gettarsi in avanti sulla lama e uccidere il Re con la metà rimanente della propria spada.
Mentre il Re muore Hong-rim si alza in piedi, estrae la spada del Re dalla sua spalla e carica le guardie ma viene fatalmente pugnalato dal comandante minore. Qualche istante dopo, la Regina arriva sulla scena con le guardie alle calcagna, che cercano di trattenerla. Inorridita chiama in lacrime Hong-rim. Mentre viene portata via dalle guardie, Hong-ring si rende conto che il Re non l'ha uccisa. Gira la testa da lei e muore di fronte al Re. Il comandante junior dichiara poi che il Re è stato ucciso da un assassino e ordina ai suoi uomini di rimuovere rapidamente i corpi e di non dire a nessuno ciò che è accaduto.
Le scene finali del film mostrano un flashback di quando il Re ha mostrato al giovane Hong-rim la città e ha chiesto se Hong-rim desiderasse vivere con lui, a cui il giovane Hong-rim rispose "Sì". Il film termina con un montaggio del Re e Hong-rim che cacciano felicemente insieme, riferendosi a un sogno che il Re aveva avuto una volta.

## Produzione
Secondo i documenti storici, dopo la morte della sua Regina mongola, Noguk, il Re Gongmin visse una vita da omosessuale velato, assumendo una squadra di bellissime guardie nel 1372.
Ssanghwajeom prende il titolo da una canzone di quell'epoca che descriveva i rapporti sessuali tra uomini e donne. È il quinto lungometraggio del regista Yoo Ha, che voleva discostarsi dai suoi lavori precedenti facendo un film storico, dicendo: "Mi sono sempre sentito a disagio con il genere ma ho sentito che dovevo provare a superare quei sentimenti. Ed è anche una nuova sfida per me concentrarmi su un melodramma.
Il budget di Ssanghwajeom era di 10 milioni di dollari americani e il film è stato messo in produzione il 16 aprile 2008.

## Accoglienza
Il film a incassato 18.980.564 dollari americani.

## Riconoscimenti
2009 Baeksang Arts Awards
- Miglior attore - Joo Jin-mo
- Nomination - miglior attrice (Film) - Song Ji-hyo
- Nomination - miglior film

2009 Grand Bell Awards
- Migliore direzione artistica - Kim Ki-chul
- Migliori musiche - Kim Jun-seok
- Nomination - miglior fotografia - Yoon Ji-won
- Nomination - migliori costumi - Lee Hye-soon, Jeong Jeong-eun

2009 Blue Dragon Film Awards
- Nomination - miglior regia - Choi Hyun-ki
- Nomination - miglior art direction - Kim Ki-chul
- Nomination - miglior fotografia - Yoon Ji-won
- Nomination - premio tecnico - Lee Hye-soon, Jeong Jeong-eun

2010 Fantasporto
- Orient Express Section Special Jury Award - Yoo Ha